# Candy Reynolds
Candy Reynolds (24 de marzo de 1955) es una tenista profesional estadounidense retirada de la actividad.

## Carrera
Durante su carrera, Reynolds ganó el título de dobles femenino en el Abierto de Francia en 1983 (junto a Rosalyn Fairbank). También fue subcampeona en el Abierto de Australia en 1980 (con Ann Kiyomura) y en el Abierto de Francia en 1981 (con Paula Smith).
Los rankings mundiales más altos de Reynolds fueron el No. 50 del mundo en singles (en 1983) y el No. 24 del mundo en dobles (en 1986). Su mejor actuación en singles en un evento de Grand Slam llegó en el Abierto de Australia en 1980, donde alcanzó los cuartos de final.

## Finales de WTA

### Dobles
| Leyenda     |   |
| Grand Slam  | 1 |
| WTA         | 0 |
| Tier I      | 0 |
| Tier II     | 0 |
| Tier III    | 1 |
| Tier IV & V | 0 |

| Títulos por superficie |    |
| Dura                   | 11 |
| Arcilla                | 6  |
| Césped                 | 1  |
| Alfombra               | 8  |

| Resultado | N.º | Fecha                    | Torneo          | Superficie | Partner             | Rivales                               | Marcador      |
| --------- | --- | ------------------------ | --------------- | ---------- | ------------------- | ------------------------------------- | ------------- |
| Finalista | 1.  | 13 de abril de 1980      | Hilton Head     | Arcilla    | Paula Smith         | Kathy Jordan Anne Smith               | 2–6, 1–6      |
| Ganadora  | 2.  | 24 de agosto de 1980     | Nueva Jersey    | Dura       | Martina Navratilova | Pam Shriver Betty Stöve               | 4–6, 6–3, 6–1 |
| Ganadora  | 3.  | 5 de octubre de 1980     | USA             | Alfombra   | Ann Kiyomura        | Paula Smith Anne Smith                | 6–3, 4–6, 6–1 |
| Finalista | 4.  | 17 de octubre de 1980    | Phoenix         | Dura       | Ann Kiyomura        | Pam Shriver Paula Smith               | 0–6, 4–6      |
| Finalista | 5.  | 19 de octubre de 1980    | Deerfield Beach | Dura       | Martina Navratilova | Andrea Jaeger Regina Maršíková        | 6–1, 1–6, 2–6 |
| Ganadora  | 6.  | 16 de noviembre de 1980  | Tampa           | Dura       | Rosie Casals        | Paula Smith Anne Smith                | 7–6, 7–5      |
| Finalista | 7.  | 30 de noviembre de 1980  | Australia       | Césped     | Ann Kiyomura        | Betsy Nagelsen Martina Navratilova    | 4–6, 4–6      |
| Finalista | 8.  | 14 de diciembre de 1980  | Landover        | Alfombra   | Paula Smith         | Rosie Casals Wendy Turnbull           | 3–6, 6–4, 6–7 |
| Ganadora  | 9.  | 10 de mayo de 1981       | Perugia         | Arcilla    | Paula Smith         | Chris Evert-Lloyd Virginia Ruzici     | 7–5, 6–1      |
| Finalista | 10. | 17 de mayo de 1981       | Lugano          | Arcilla    | Paula Smith         | Rosalyn Fairbank Tanya Harford        | 6–2, 1–6, 4–6 |
| Finalista | 11. | 7 de junio de 1981       | Francia         | Arcilla    | Paula Smith         | Rosalyn Fairbank Tanya Harford        | 1–6, 3–6      |
| Ganadora  | 12. | 2 de agosto de 1981      | San Diego       | Dura       | Kathy Jordan        | Rosie Casals Pam Shriver              | 6–1, 2–6, 6–4 |
| Finalista | 13. | 23 de agosto de 1981     | Canadá          | Dura       | Anne Smith          | Martina Navratilova Pam Shriver       | 6–7, 6–7      |
| Finalista | 14. | 30 de agosto de 1981     | Nueva Jersey    | Dura       | Betty Stöve         | Rosie Casals Wendy Turnbull           | 2–6, 1–6      |
| Finalista | 15. | 27 de septiembre de 1981 | Atlanta         | Dura       | Rosie Casals        | Laura duPont Betsy Nagelsen           | 4–6, 5–7      |
| Finalista | 16. | 22 de noviembre de 1981  | Perth           | Césped     | Betsy Nagelsen      | Barbara Potter Sharon Walsh           | 4–6, 2–6      |
| Ganadora  | 17. | 16 de mayo de 1982       | Lugano          | Arcilla    | Paula Smith         | JoAnne Russell Virginia Ruzici        | 6–2, 6–4      |
| Ganadora  | 18. | 22 de agosto de 1982     | Canadá          | Dura       | Martina Navratilova | Barbara Potter Sharon Walsh           | 6–4, 6–4      |
| Finalista | 19. | 24 de octubre de 1982    | Filderstadt     | Alfombra   | Anne Smith          | Martina Navratilova Pam Shriver       | 2–6, 3–6      |
| Ganadora  | 20. | 12 de diciembre de 1982  | Richmond        | Alfombra   | Rosie Casals        | JoAnne Russell Virginia Ruzici        | 6–3, 6–4      |
| Finalista | 21. | 19 de diciembre de 1982  | Nueva Jersey    | Dura       | Paula Smith         | Martina Navratilova Pam Shriver       | 4–6, 5–7      |
| Finalista | 22. | 14 de febrero de 1983    | Indianápolis    | Dura       | Rosalyn Fairbank    | Lea Antonoplis Kathy Jordan           | 7–5, 4–6, 5–7 |
| Ganadora  | 23. | 6 de marzo de 1983       | Nashville       | Dura       | Rosalyn Fairbank    | Alycia Moulton Paula Smith            | 6–4, 7–6      |
| Ganadora  | 24. | 14 de marzo de 1983      | Pittsburgh      | Alfombra   | Paula Smith         | Iwona Kuczyńska Trey Lewis            | 6–2, 6–2      |
| Ganadora  | 25. | 10 de abril de 1983      | Hilton Head     | Arcilla    | Martina Navratilova | Andrea Jaeger Paula Smith             | 6–2, 6–3      |
| Ganadora  | 26. | 17 de abril de 1983      | Amelia Island   | Arcilla    | Rosalyn Fairbank    | Hana Mandlíková Virginia Ruzici       | 6–4, 6–2      |
| Ganadora  | 27. | 5 de junio de 1983       | Francia         | Arcilla    | Rosalyn Fairbank    | Kathy Jordan Anne Smith               | 5–7, 7–5, 6–2 |
| Finalista | 28. | 21 de agosto de 1983     | Canadá          | Dura       | Rosalyn Fairbank    | Anne Hobbs Andrea Jaeger              | 4–6, 7–5, 5–7 |
| Finalista | 29. | 28 de agosto de 1983     | Nueva Jersey    | Dura       | Rosalyn Fairbank    | Jo Durie Sharon Walsh                 | 6–4, 5–7, 3–6 |
| Finalista | 30. | 11 de septiembre de 1983 | USA             | Dura       | Rosalyn Fairbank    | Martina Navratilova Pam Shriver       | 7–6, 1–6, 3–6 |
| Ganadora  | 31. | 25 de septiembre de 1983 | Richmond        | Alfombra   | Rosalyn Fairbank    | Kathy Jordan Barbara Potter           | 6–7, 6–2, 6–1 |
| Ganadora  | 32. | 30 de octubre de 1983    | Filderstadt     | Alfombra   | Martina Navratilova | Virginia Ruzici Catherine Tanvier     | 6–2, 6–1      |
| Ganadora  | 33. | 13 de noviembre de 1983  | USA             | Alfombra   | Rosalyn Fairbank    | Lea Antonoplis Kathy Jordan           | 5–7, 7–5, 6–3 |
| Ganadora  | 34. | 9 de enero de 1984       | Nashville       | Dura       | Sherry Acker        | Mary-Lou Daniels Paula Smith          | 5–7, 7–6, 7–6 |
| Finalista | 35. | 12 de enero de 1984      | Denver          | Dura       | Sherry Acker        | Anne Hobbs Marcella Mesker            | 2–6, 3–6      |
| Finalista | 36. | 18 de marzo de 1984      | Palm Beach      | Arcilla    | Rosalyn Fairbank    | Betsy Nagelsen Anne White             | 2–6, 2–6, 2–6 |
| Ganadora  | 37. | 20 de mayo de 1984       | Alemania        | Arcilla    | Anne Hobbs          | Kathy Horvath Virginia Ruzici         | 6–3, 4–6, 7–6 |
| Ganadora  | 38. | 14 de octubre de 1984    | Tokio           | Dura       | Betsy Nagelsen      | Emilse Longo Adriana Villagrán        | 6–3, 6–2      |
| Finalista | 39. | 25 de febrero de 1985    | Oakland         | Alfombra   | Rosalyn Fairbank    | Hana Mandlíková Wendy Turnbull        | 6–4, 5–7, 1–6 |
| Ganadora  | 40. | 29 de abril de 1985      | San Diego       | Dura       | Wendy Turnbull      | Rosalyn Fairbank SUSAn Leo            | 6–4, 6–0      |
| Finalista | 41. | 24 de noviembre de 1985  | Sídney          | Césped     | Rosalyn Fairbank    | Hana Mandlíková Wendy Turnbull        | 6–3, 6–7, 4–6 |
| Ganadora  | 42. | 15 de diciembre de 1985  | Auckland        | Césped     | Anne Hobbs          | Lea Antonoplis Adriana Villagrán      | 6–1, 6–3      |
| Ganadora  | 43. | 26 de enero de 1986      | Wichita         | Alfombra   | Kathy Jordan        | JoAnne Russell Anne Smith             | 6–3, 6–7, 6–3 |
| Ganadora  | 44. | 9 de marzo de 1986       | Hershey         | Dura       | Anne Smith          | Sandy Collins Kim Sands               | 7–6, 6–1      |
| Ganadora  | 45. | 5 de octubre de 1986     | Nueva Orleans   | Alfombra   | Anne Smith          | Svetlana Parkhomenko Larisa Savchenko | 6–3, 3–6, 6–3 |
| Finalista | 46. | 2 de noviembre de 1986   | Indianápolis    | Dura       | Anne Smith          | Zina Garrison Lori McNeil             | 5-4, RET      |
| Finalista | 47. | 5 de abril de 1987       | Charleston      | Arcilla    | Mercedes Paz        | Laura Gildemeister Tine Scheuer       | 4–6, 4–6      |
| Ganadora  | 48. | 7 de agosto de 1988      | Cincinnati      | Dura       | Beth Herr           | Lindsay Bartlett Helen Kelesi         | 4–6, 7–6, 6–1 |
| Ganadora  | 49. | 9 de octubre de 1988     | Nueva Orleans   | Dura       | Beth Herr           | Lori McNeil Betsy Nagelsen            | 6–4, 6–4      |